# Justin Lamoureux
Pour les articles homonymes, voir Lamoureux.
Justin Lamoureux, né le 26 août 1976 à Red Bank (New Jersey), est un snowboardeur canadien spécialisé dans les épreuves de half pipe, big air et snowboardcross. 
Au cours de sa carrière, il a disputé à deux éditions des Jeux olympiques d'hiver en épreuve de half pipe. Il est aussi vice-champion du monde de half pipe en 2005 à Whistler. En coupe du monde, il est monté à trois reprises sur un podium, néanmoins sans remporter aucune épreuve.

## Palmarès

### Jeux olympiques d'hiver
| Édition/Discipline | Half pipe |
| JO 2006            | 21e       |
| JO 2010            | 7e        |

### Championnats du monde
| Édition/Discipline | Half pipe | Big air | Snowboardcross |
| Mondiaux 2001      | 21e       | -       | 47e            |
| Mondiaux 2005      | 2e        | 31e     | -              |
| Mondiaux 2007      | 15e       | -       | -              |
| Mondiaux 2009      | 5e        | 45e     | -              |

### Coupe du monde
- 1 petit  globe de cristal :
  - Vainqueur du classement halfpipe en 2010.
- Meilleur classement général : 54e en 2009.
- 3 podiums en halfpipe.